# Amb (estado principesco)

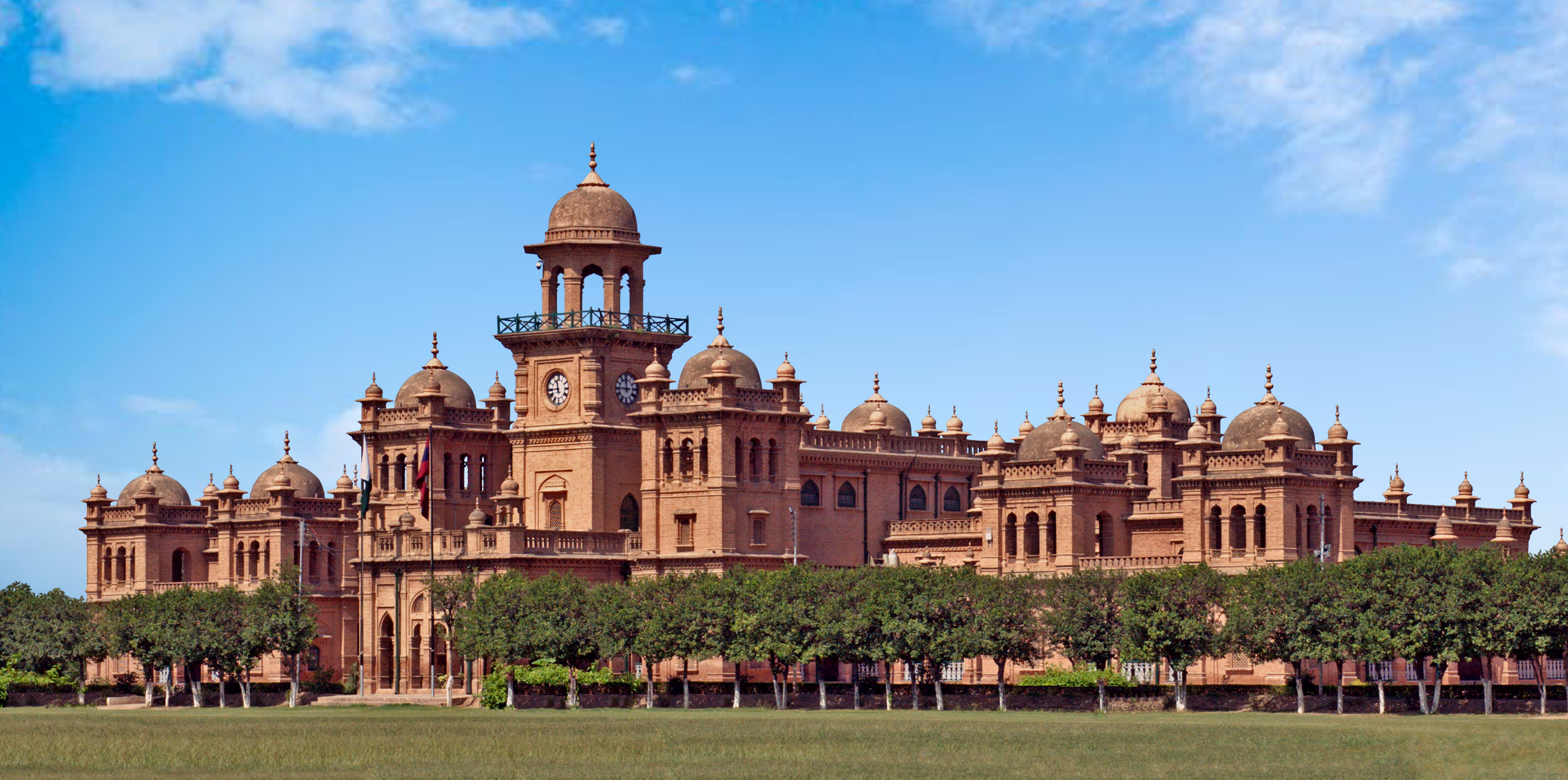
Islamia College University construida por los nababs de Amb.

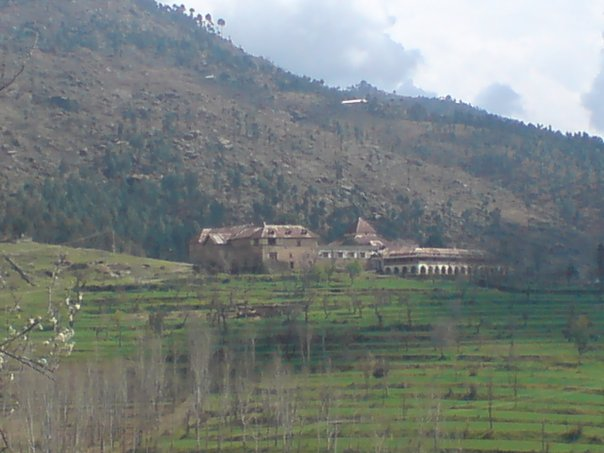
Fuerte de Shergarh y residencia de verano del nabab de Amb.

Amb (امب), principado de Amb, reino de Amb o estado de Amb, también conocido como Tanawal fue un estado principesco, antes y durante el Raj británico, gobernado por los jefes de la tribu tanoli de ascendencia mogol de los barlas. Los tanoli se sometieron al Imperio sij en 1830 y fueron sus aliados en la batalla de Balakot, cuando mir Haibat Khan y sus soldados traicionaron a Syed Ahmed Barelvi. Posteriormente, los tanoli luego se sometieron al dominio colonial británico en la década de 1840.
Tras la independencia de Pakistán en 1947, y durante algunos meses después, los nababs de Amb permanecieron sin alienarse. A finales de diciembre de 1947, el nabab del estado de Amb accedió a Pakistán conservando el autogobierno interno. Amb continuó como un estado principesco de Pakistán hasta 1969, cuando se incorporó a la provincia de la Frontera del Noroeste (ahora Jaiber Pastunjuá).
El estado recibió su nombre de la ciudad de Amb, ahora en el Pakistán actual. Tras la muerte del último nabab, Muhammad Farid Khan, prosiguió la lucha entre los descendientes del estado de Amb por el poder, hasta que, en 1971 el ejército paquistaní acabó con las luchas, ocupando el territorio. En 1972, el gobierno de Pakistán puso fin al reconocimiento de su estatus real. En 1974, la presa de Tarbela destruyó por completo la capital de Amb y los palacios del estado de Amb.

## Historia
La investigación y los estudios contemporáneos indican que 'Ambolina/Embolina' puedem haber sido pronunciaciones grecorromanas de un antiguo asentamiento cerca de las orillas del río Indo desde los primeros tiempos hinduistas, y es probable que el asentamiento se llamara Ambhalina o Ambalena derivado de la deidad Amba Devi (también identificada como Maha Devi, Sakti, Durga, Bhavani o Parvati), varias manifestaciones de la antigua diosa madre del hinduismo venerada por los hinduistas y otras tribus de las regiones de montaña.
El estado de Amb, también conocido como Mulk-e-Tanawal (país/área de Tanawal), fue el lugar de origen de los tanoli. La historia antigua de la región se remonta al Imperio mogol, cuando alrededor de 1647 la tribu tanoli la conquistó y se asentó junto al río Indo y una amplia zona a su alrededor, que llegó a conocerse como Tanawal. Antes de Tanawal, se conocía como sultanato de Pakhli (Carlucos) que gobernaba Hazara, hasta que llegó Tamerlán alrededor de 1380 a 1390. Este fue el único estado del Imperio mogol que no pagaba impuestos a Delhi. El gobierno de los carlucos terminó cuando llegaron los suatis. El último gobernante carluco fue el sultán Mehmood Khurd, dando lugar al comienzo del gobierno de los tanoli. La ascendencia se remonta a los turcos barlas, que son los descendientes de Tamerlán. Cuando la tribu de los durrani llegó a la India, el caudillo Suba Khan Tanoli de los tanoli aceptó el gobierno de los durrani en 1750 y ayudó a los durrani en la Tercera batalla de Panipat.